# Comté de Monroe (Iowa)
Pour les articles homonymes, voir Comté de Monroe.
Le comté de Monroe est un comté de l'État de l'Iowa, aux États-Unis. Au recensement de 2010, la population était de 7.970. Le chef-lieu du comté est à Albia. Le comté a été nommé ainsi en référence à James Monroe, le cinquième président des États-Unis.

## Geographie
Selon le Bureau du recensement des États-Unis, la comté a une superficie totale de 1,124 km2, composée de 1 122,4 km2 de terres et de 1,6 km2 d'eau (0,1 %).

### Axes routiers principaux
- U.S. Highway 34
- Iowa Highway 5
- Iowa Highway 137

### Comtés adjacents
- Comté de Marion (Nord-Ouest)
- Comté de Mahaska (Nord-Est)
- Comté de Wapello (Est)
- Comté d'Appanoose (Sud)
- Comté de Lucas (Ouest)